# Джакомини, Джузеппе
Джузеппе Джакомини (итал. Giuseppe Giacomini; 7 сентября 1940, Веджано, Италия — 28 июля 2021, Вольтаго-Агордино, Италия) — итальянский оперный певец (тенор). Возможно, крупнейший драматический тенор Италии за полвека, прошедшие после звёздных дней Марио дель Монако и Франко Корелли.
В основном был популярен и выступал в Европе — главным образом у себя на родине (где пел во всех крупных театрах: Ла Скала, Сан-Карло, Реджо, Римской опере, в Мантуе, Парме, Модене) и в Австрии (один из главных певцов Венской государственной оперы).

## Биография
Родился 7 сентября 1940 года на северо-востоке Италии в небольшой итальянской коммуне Веджано. По словам самого Джакомини, интерес к его голосу первым проявил студент-юрист Гаэтано Берто, с которым они вместе ехали на автобусе в Верону на оперный фестиваль. Позднее семья Берто помогла Джакомини поступить в Падуанскую консерваторию. Обучался также и в Милане, где его педагогами были Елена Чириати, Марчелло дель Монако и Владимиро Бадьяли. Во время обучения подрабатывал официантом и работал на сахарном заводе. В 1966 году в оперном театре Верчелли состоялся оперный дебют Джузеппе Джакомини в партии Пинкертона в опере Пуччини «Мадам Баттерфляй». В те годы выступает также в театрах Пармы и Модены.
В 1970 году в Берлине в партии де Грие в опере Пуччини «Манон Леско» состоялся международный дебют Джакомини. С этого момента начинает выступать в  крупнейших оперных театрах мира: Большой театр «Лисео» (дебют в 1972 году в партии Каварадосси в опере Пуччини «Тоска»), Ла Скала (дебют в 1975 году в партии Рудольфа в опере Пуччини «Богема»), Метрополитен-опера (дебют в 1976 году в партии Альваро в опере Верди «Сила судьбы»), Венская опера (дебют в 1977 году в партии Дика Джонсона в опере Пуччини «Девушка с Запада»), Ковент-гарден (дебют в 1980 году в партии Дика Джонсона в опере Пуччини «Девушка с Запада»), Опера Сан-Франциско (дебют в 1985 году в партии Каварадосси в опере Пуччини «Тоска»), а также театрах и концертных залах Лиссабона, Мюнхена, Неаполя, Рима, Мантуи, Коннектикута, Ливорно, Турина, Каира, Сеула, Шанхая, на фестивалях Флорентийский музыкальный май и в Арена ди Верона. 
С момента дебюта Джузеппе Джакомини до международного признания прошло почти десять лет. Несколько лет певец оттачивал своё мастерство в итальянских  театрах среднего размера. По собственному признанию певца, он «потратил десять лет на то, чтобы освободиться от влияния преподавателей пения и постичь природу своего инструмента». Доминировал итальянский репертуар: его любимыми операми были «Сила судьбы» (Дон Альваро), «Паяцы» и «Андре Шенье», а также «Девушка с Запада» Пуччини. Исполнил партию Радамеса («Аида») в знаменитой постановке Мауро Болоньини у подножия пирамид Гизы в 1987 году. Особо зрители и критики отмечали исполнение главной роли в «Отелло» Верди — роль, в которой ему было мало равных среди его сверстников или преемников.
В нью-йоркской Метрополитен-опера он исполнил партии Дона Альваро («Сила судьбы», 1976), Макдуфа («Макбет») и Марио Каварадосси («Тоска»). Участвовал как в мировых премьерах (например, оперы Марко Тутино «Ла Лупа», 1990), так и в возрождении забытых жемчужин музыкального театра: таких, как «Фауст» Доницетти (1981, Рим) и «Медичи» Леонкавалло (1993, Франкфурт). Джакомини не раз выступал в СССР и России: в Большом театре (в 1989 году в партии Мориса в опере Чилеа «Адриана Лекуврёр» во время гастролей театра «Ла Скала») и в Мариинском театре (в 1999 году в заглавной партии в опере Верди «Отелло» и в 2001 году в партии Альваро в опере Верди «Сила судьбы»). Также пел в России на концертах, подчас триумфально.
В ноябре 1999 года Джакомини с большим успехом исполнял в Цюрихском оперном театре  партию Самсона в опере Сен-Санса, но после 60-летнего юбилея постепенно стал свёртывать творческую активность. В 2010 году состоялся его тур по Китаю в сопровождении Шанхайского филармонического оркестра. Скончался 28 июля 2021 года в Вольтаго-Агордино.

## Оценки
Критик Эдмунд Сент-Остелл отмечал образованность и интеллект Джакомини в сочетании с безупречным стилем и музыкальностью: «Он был и остаётся очень сильным духом человеком: серьёзный музыкант, у которого абсолютно нет времени на глупости или блеск шоу-бизнеса. Он не был покорителем сердец, как великий Франко Корелли; он был некрасив: низенький, полулысый и очень близорукий. Он выходил на сцену, чтобы петь, а не участвовать в конкурсе гламура».

## Репертуар
| Композитор          | Опера              | Партия            |
| ------------------- | ------------------ | ----------------- |
| Винченцо Беллини    | Норма              | Поллион           |
| Жорж Бизе           | Кармен             | Дон Хозе          |
| Рихард Вагнер       | Лоэнгрин           | Лоэнгрин          |
| Джузеппе Верди      | Аида               | Радамес           |
| Джузеппе Верди      | Дон Карлос         | Дон Карлос        |
| Джузеппе Верди      | Луиза Миллер       | Рудольф           |
| Джузеппе Верди      | Макбет             | Макдуф            |
| Джузеппе Верди      | Отелло             | Отелло            |
| Джузеппе Верди      | Реквием            | Партия тенора     |
| Джузеппе Верди      | Сила судьбы        | Дон Альваро       |
| Джузеппе Верди      | Трубадур           | Манрико           |
| Джузеппе Верди      | Эрнани             | Эрнани            |
| Умберто Джордано    | Андре Шенье        | Андре Шенье       |
| Умберто Джордано    | Федора             | граф Лорис Ипанов |
| Гаэтано Доницетти   | Лючия ди Ламмермур | Эдгар             |
| Гаэтано Доницетти   | Фауста             | Крисп             |
| Луиджи Керубини     | Медея              | Ясон              |
| Руджеро Леонкавалло | Медичи             | Джулиано Медичи   |
| Руджеро Леонкавалло | Паяцы              | Канио             |
| Пьетро Масканьи     | Сельская честь     | Туридду           |
| Клаудио Монтеверди  | Коронация Поппеи   | Нерон             |
| Джакомо Пуччини     | Богема             | Рудольф           |
| Джакомо Пуччини     | Виллисы            | Роберто           |
| Джакомо Пуччини     | Девушка с Запада   | Дик Джонсон       |
| Джакомо Пуччини     | Мадам Баттерфляй   | Пинкертон         |
| Джакомо Пуччини     | Манон Леско        | Де Грие           |
| Джакомо Пуччини     | Плащ               | Луиджи            |
| Джакомо Пуччини     | Тоска              | Каварадосси       |
| Джакомо Пуччини     | Турандот           | Калаф             |
| Камиль Сен-Санс     | Самсон и Далила    | Самсон            |
| Франческо Чилеа     | Адриана Лекуврёр   | Морис             |

## Награды
- Премия «Золотой Виотти»
- Giovanni Zenatello Prize
- C.A.Capelli Prize
- Премия «Золотой Масканьи»
- Giovanni Martinelli Prize[13]
- Командор Ордена Святого Григория Великого
- Медаль за заслуги перед школой, культурой и искусством (Италия)
- Звание «Каммерзенгер Венской оперы»[14]